# Nelson Mandelabrug (Zoetermeer)
De Nelson Mandelabrug is een fiets- en voetgangersbrug in Zoetermeer. Sinds januari 2023 is het brugdeel over de snelweg tijdelijk niet overdekt. 

## Geschiedenis
De Nelson Mandelabrug werd ontworpen door architect Hans Bak. Rond 1990 begon men met de bouw, op enkele tientallen meters van de oorspronkelijke tuibrug over de A12. De brug werd in 1992 geopend. 
De brug heeft een lengte van 180 meter en verbindt het Plein van de Verenigde Naties in de wijk Rokkeveen, ten zuiden van de A12, met de Boerhaavelaan in de wijk Driemanspolder ten noorden van de autosnelweg. De brug kruist de A12, de spoorlijn Gouda-Den Haag en een RandstadRaillijn. De brug gaat onder het gebouw 'De poort van Zoetermeer' door.
Aanleiding tot de bouw was de aanleg van Rokkeveen, in combinatie met de tuinbouwtentoonstelling Floriade die van april tot oktober 1992 in Zoetermeer werd georganiseerd. De oude tuibrug uit 1973 werd te smal voor het te verwachten aantal voetgangers.

## Constructie
De architect ontwierp een geheel overdekte brug in de blauw-gele kleuren uit het gemeentewapen van Zoetermeer. De staalconstructie was blauw, een deel van het gecoate glas werd geel. Het kunstwerk op de brug, een golvende roestvrijstalen band die voetpad en fietspad scheidt, is werk van de kunstenaar Arnold Hamelberg.
Aan beide zijden van de brug waren oorspronkelijk drie roltrappen en een lift aangebracht. Inmiddels zijn aan beide zijden de middelste roltrap vervangen voor een lift. De brug functioneert ook als stationshal voor de halte Driemanspolder van RandstadRail en station Zoetermeer van de Nederlandse Spoorwegen. Voor fietsers die niet van de roltrappen gebruik willen of kunnen maken, is er ten westen van de Nelson Mandelabrug een alternatief, de Balijbrug.

## Renovatie
In juni 2007 werden delen van de brug gerenoveerd, waarbij onder meer veel glasplaten opnieuw gecoat moesten worden. De onderhoudskosten van de brug zijn hoog. Alleen al het reinigen van het glas kost jaarlijks vijftigduizend euro. In 2015 werd overwogen de brug te vervangen.

## Tijdelijke sluiting

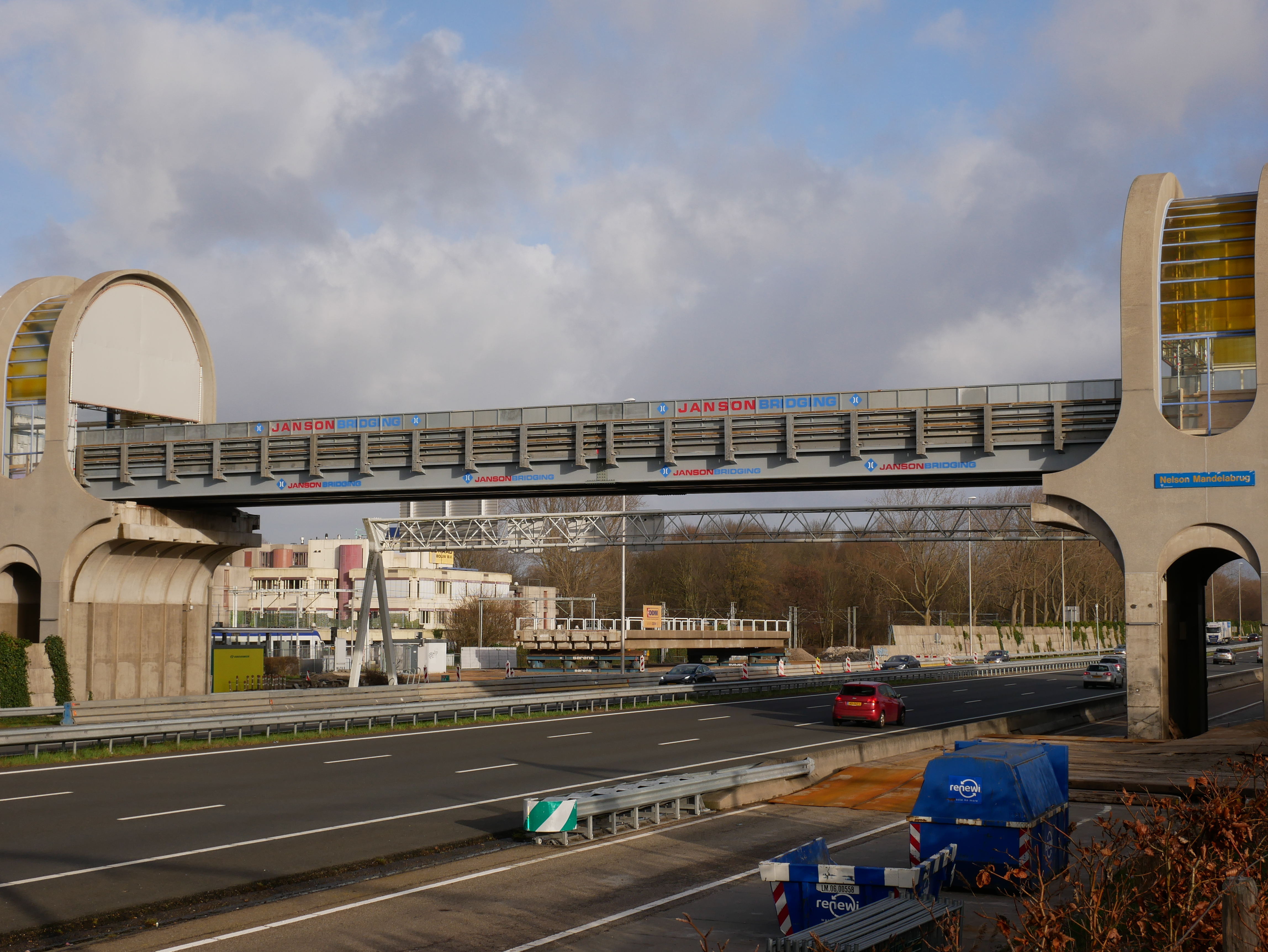
Zijaanzicht van de tijdelijke brug

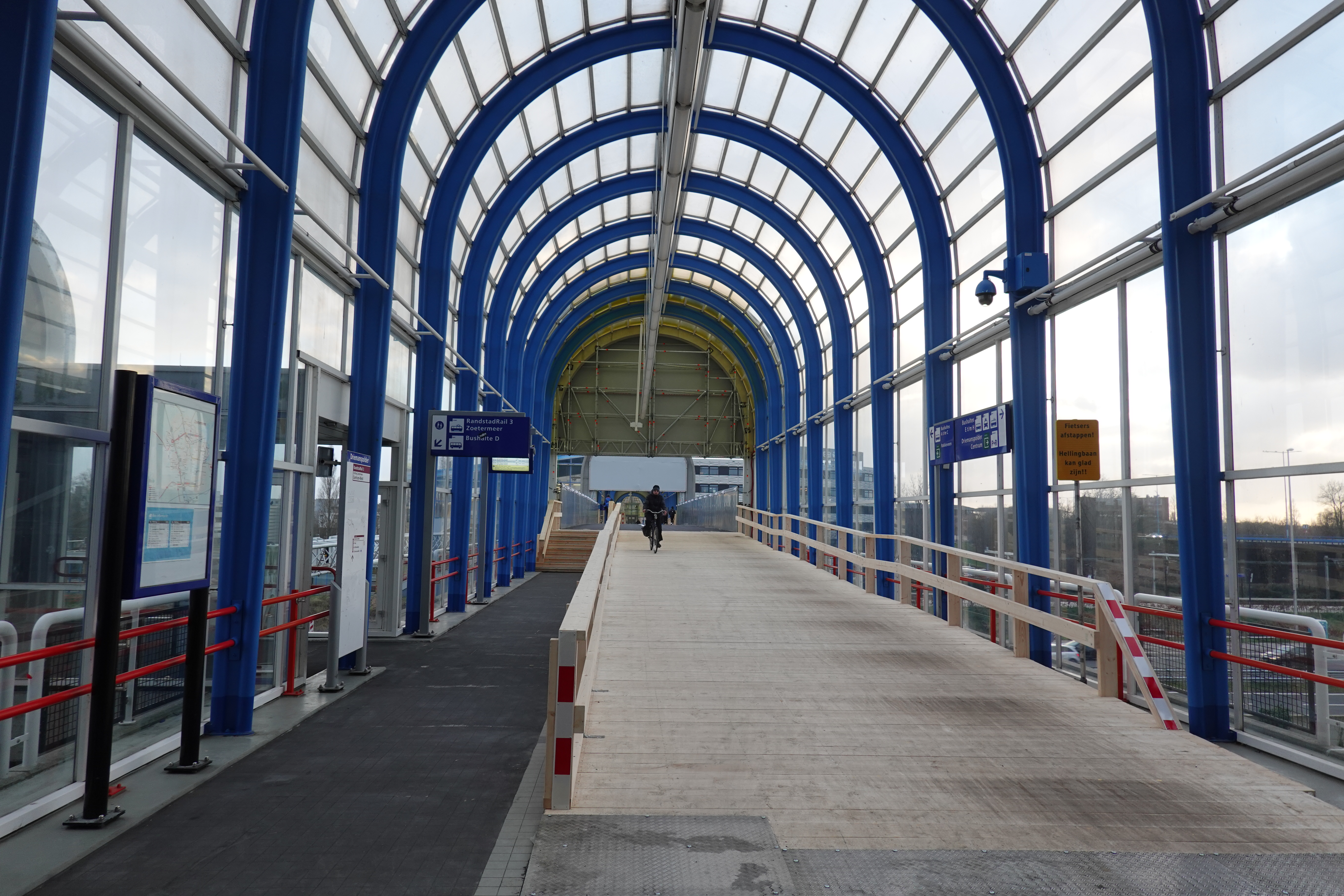
tijdelijke brug met helling

Nadat begin 2022 was gebleken dat er scheurtjes in het brugdek zaten, werd de brug (inclusief station Zoetermeer en halte Driemanspolder) na uitgebreid onderzoek per 2 december 2022 voor onbepaalde tijd gesloten. Gebleken is dat de draagconstructie het gewicht van de fiets- en voetgangersbrug niet aankon. Rijkswaterstaat stelde in een advies dat er voor 1 januari 2023 maatregelen genomen moesten zijn. Op 4 december 2022 werd bekend dat in ieder geval de glazen kap op korte termijn zou worden verwijderd. Voetgangers en fietsers zouden via een andere route worden omgeleid. 
Tussen 28 en 31 december 2022 werd het deel van de brug boven de A12 verwijderd en vervangen door een tijdelijk brugdeel. Tijdens deze werkzaamheden was de A12 afgesloten voor alle verkeer.
Op 26 januari 2023 werd de brug weer opengesteld, met een tijdelijke loopbrug, evenals station Zoetermeer. Een dag later ging RandstadRail 3 bij halte Driemanspolder ook weer stoppen.

## Wetenswaardigheden
In 2012 werd station Zoetermeer inclusief de Mandelabrug voor het VPRO-televisieprogramma De slag om Nederland genomineerd bij een verkiezing voor de lelijkste plek van Nederland, waarbij het uiteindelijk de tweede plaats veroverde.

## De bouw in foto's

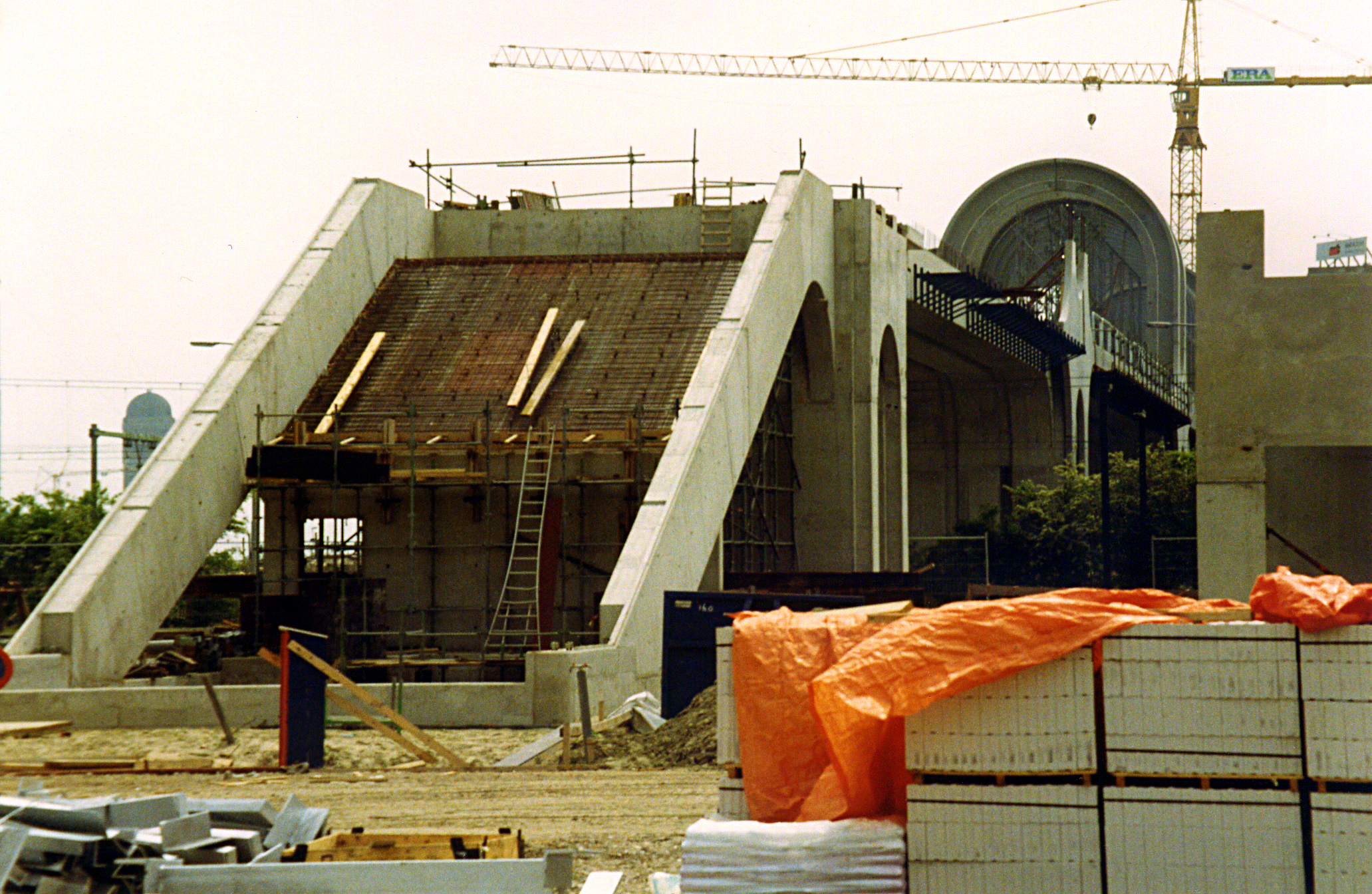
Constructie gezien aan de kant van Driemanspolder
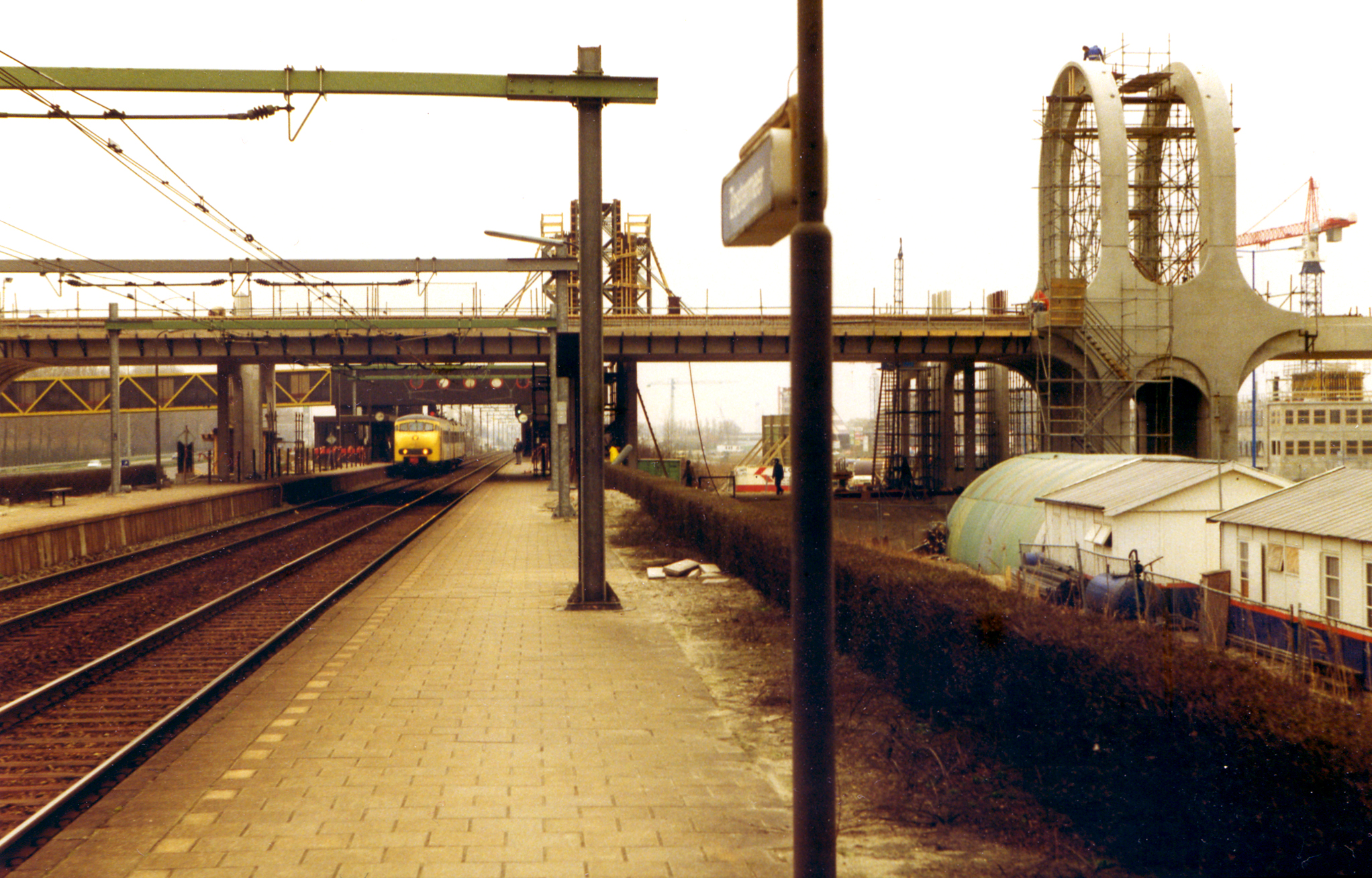
De brug gezien vanaf het perron bij spoor 4
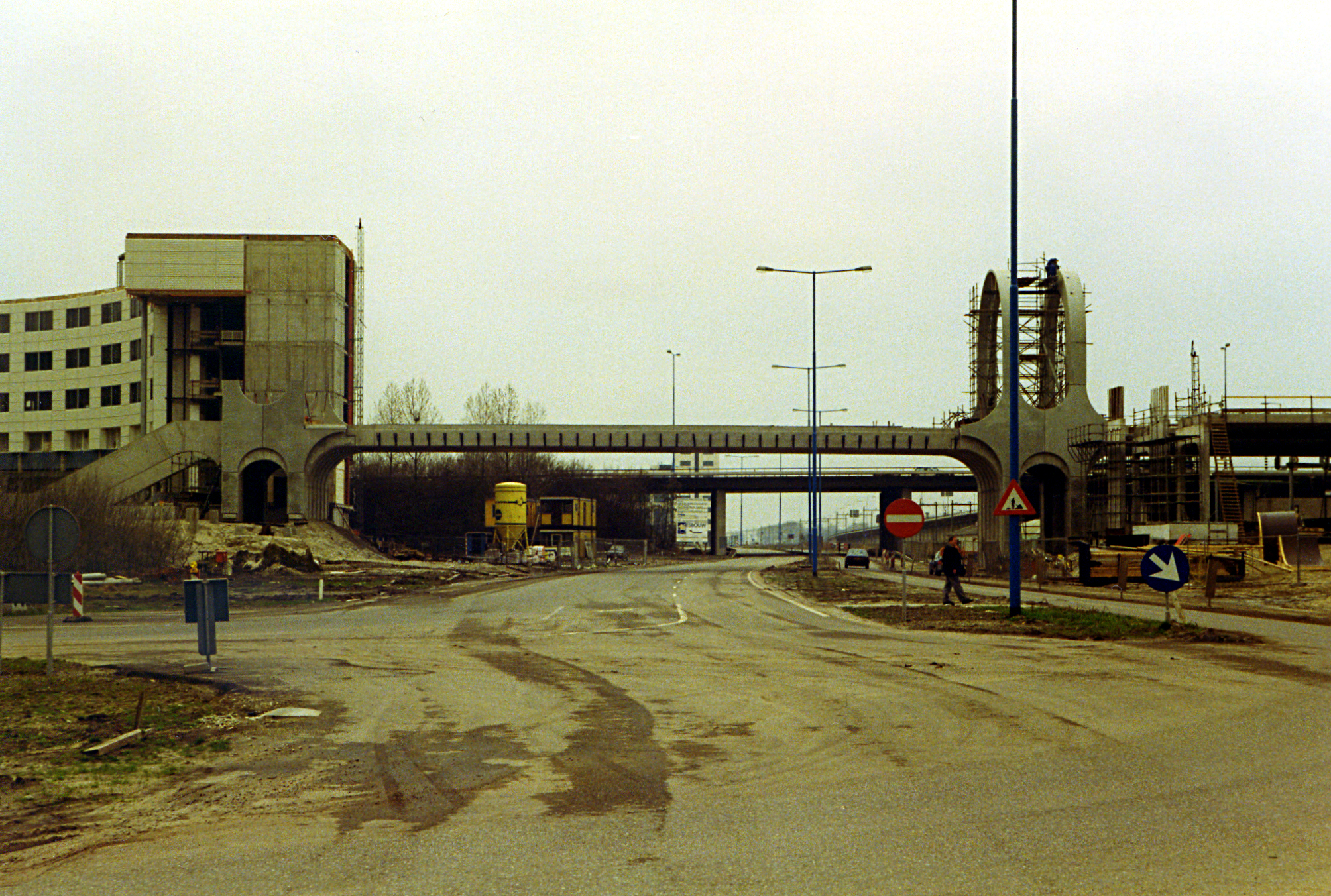
De brug in aanbouw gezien vanaf de pas gedeeltelijk geopende Zuidweg